# Atse Baeda Maryam
Atse Baeda Maryam fut proclamé nəgusä nägäst d'Éthiopie de 1787 à 1788, dans le Tigray et le Godjam par le Dejazmach Wolde Gabriel, fils du Ras Mikael Sehul, qui était opposé au Ras Ali I de Yejju du Bégemeder.
Rejoint par le Ras Haile Yosadiq et le Dejazmach Gebre Masqal, Wolde Gabriel livre bataille contre le Ras Ali, l'empereur Tekle Giyorgis I et leurs supporters à Madab. Les alliés sont défaits, Wolde Gabriel est tué et Baeda Maryam capturé. Cependant, les partisans de Baeda Maryam ne se rendront pas et désigneront Takla Haïmanot comme successeur.
Le titre de Atse, mot amharique pour "empereur", lui est donné pour le distinguer des autres empereurs d'Éthiopie portant le même nom. Aucun numéro d'ordre ne fut apposé après son nom puisqu'il n'a jamais été reconnu comme prétendant légitime.